# 沃伦 (印第安纳州)
沃伦（Warren），美国印第安纳州亨廷頓縣的一个城镇，位于该县南部。总面积2.98平方公里，总人口1,239（2010年）。